# Roßtrappe

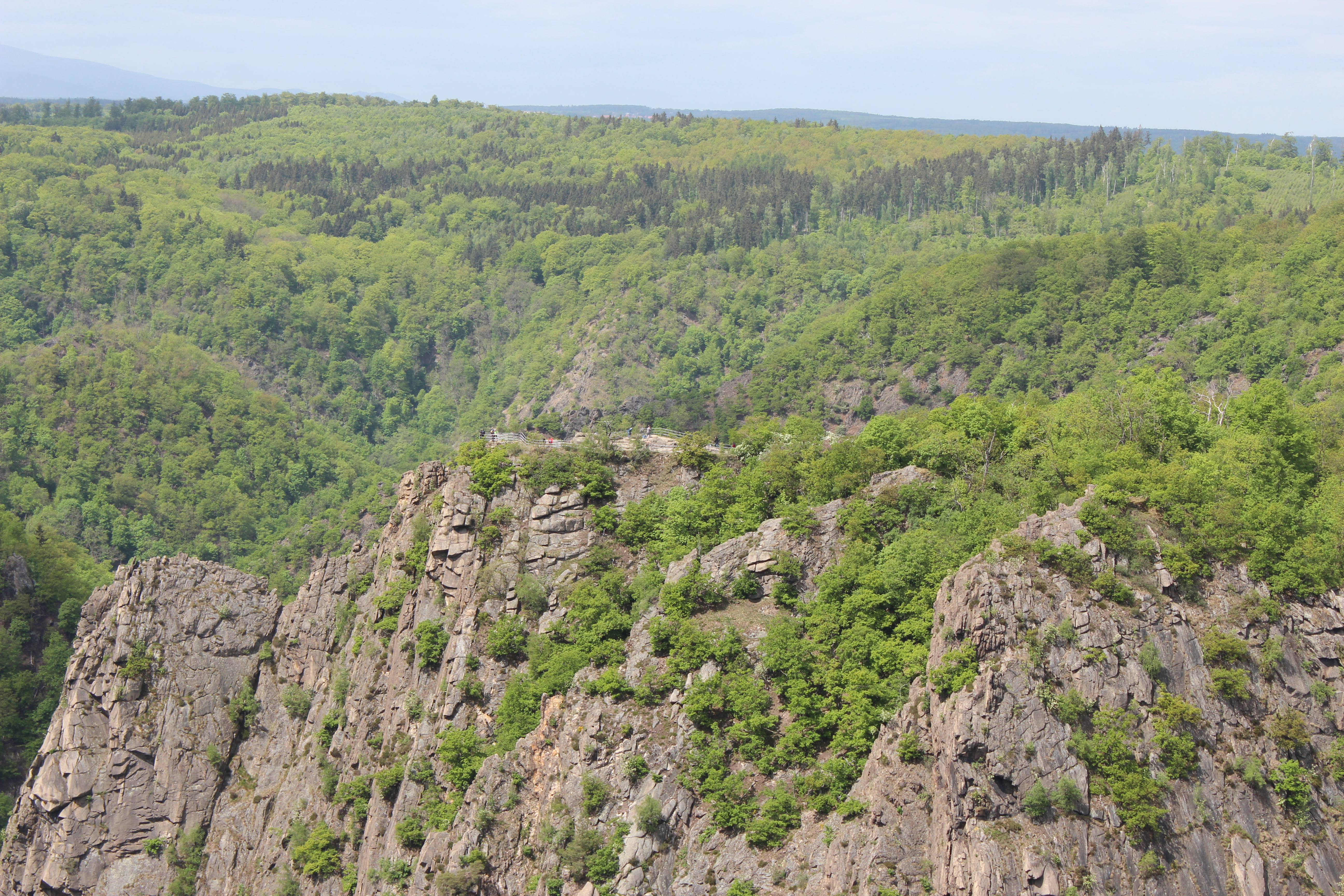
Blick vom Hexentanzplatz auf das Massiv der Roßtrappe

Die Roßtrappe ist ein von verschieden starken Quarzadern durchzogener, 403 m ü. NHN hoher Granitfels über dem Bodetal im Harz. Sie liegt gegenüber dem Hexentanzplatz auf der Flur der Stadt Thale im sachsen-anhaltischen Landkreis Harz.

## Lage
Die Roßtrappe, die zu den Harzklippen gerechnet wird, erhebt sich hoch über das Bodetal im Harz. Sie ist von Thale, Treseburg oder Wienrode aus auf einer Fahrstraße, zu Fuß oder von Thale mit einem Sessellift zu erreichen. Auf dem Felsen befindet sich seit der Mitte des 19. Jahrhunderts das gleichnamige Berghotel Rosstrappe mit Aussichtsterrasse. Nahe dem Hotel liegt die Bergstation des Sessellifts.
In der Nähe liegt die Winzenburg, eine seit der Jungsteinzeit genutzte, 25 Hektar große Fliehburg mit etwa 500 Meter langer Wallanlage aus Felsblöcken und Erdaufschüttung. 1860 wurde dort auch der Winzenburgturm als Aussichtsturm errichtet, der heute nicht mehr zugänglich ist.
Von der Roßtrappe erschließt sich ein Ausblick auf die Felsen des Hexentanzplatzes, die „Steinerne Kirche“, ins Bodetal und Harzvorland mit der Stadt Thale sowie zum Brocken.

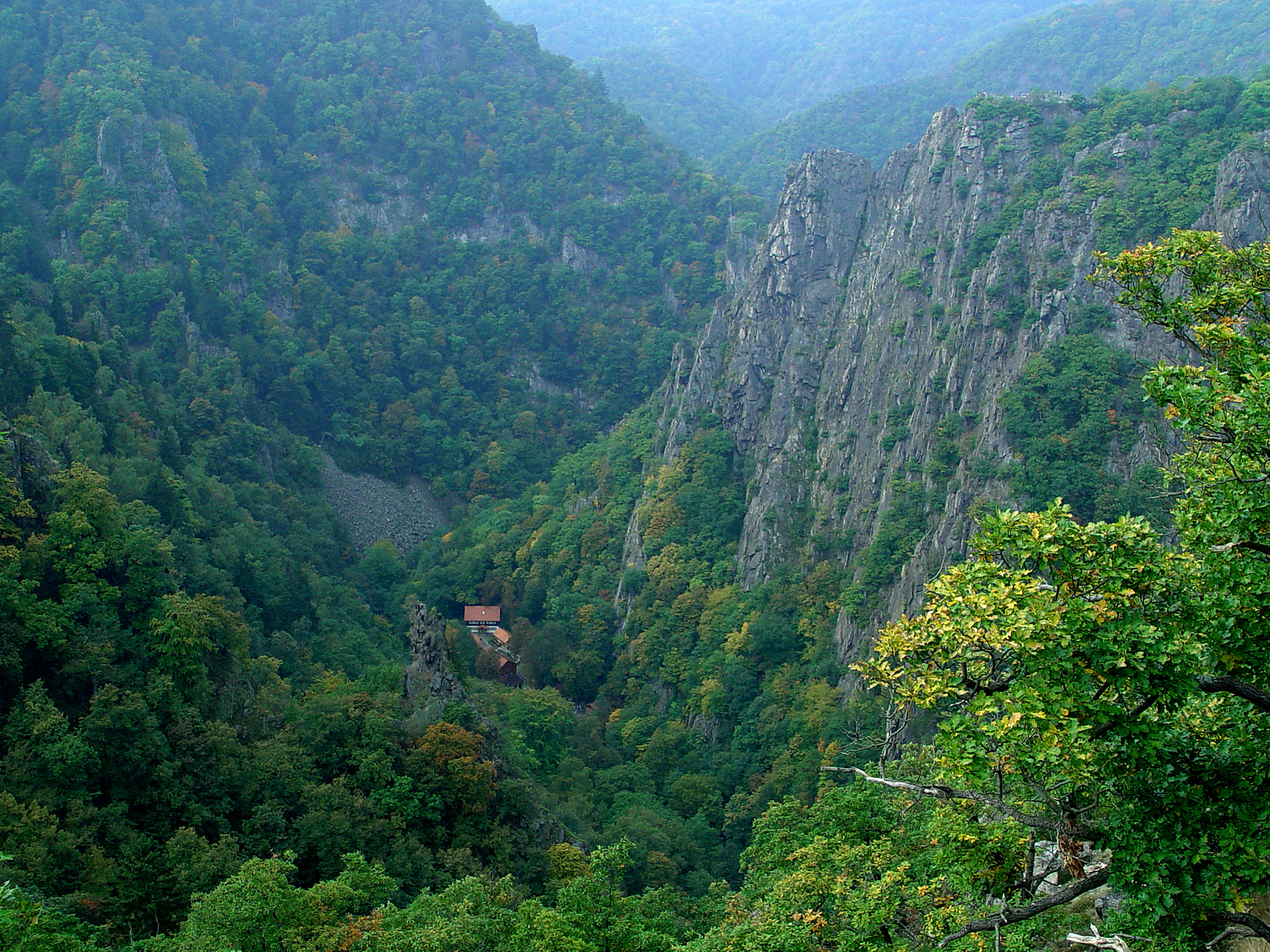
Die Roßtrappe mit dem Bodetal und der Ansiedlung Königsruhe
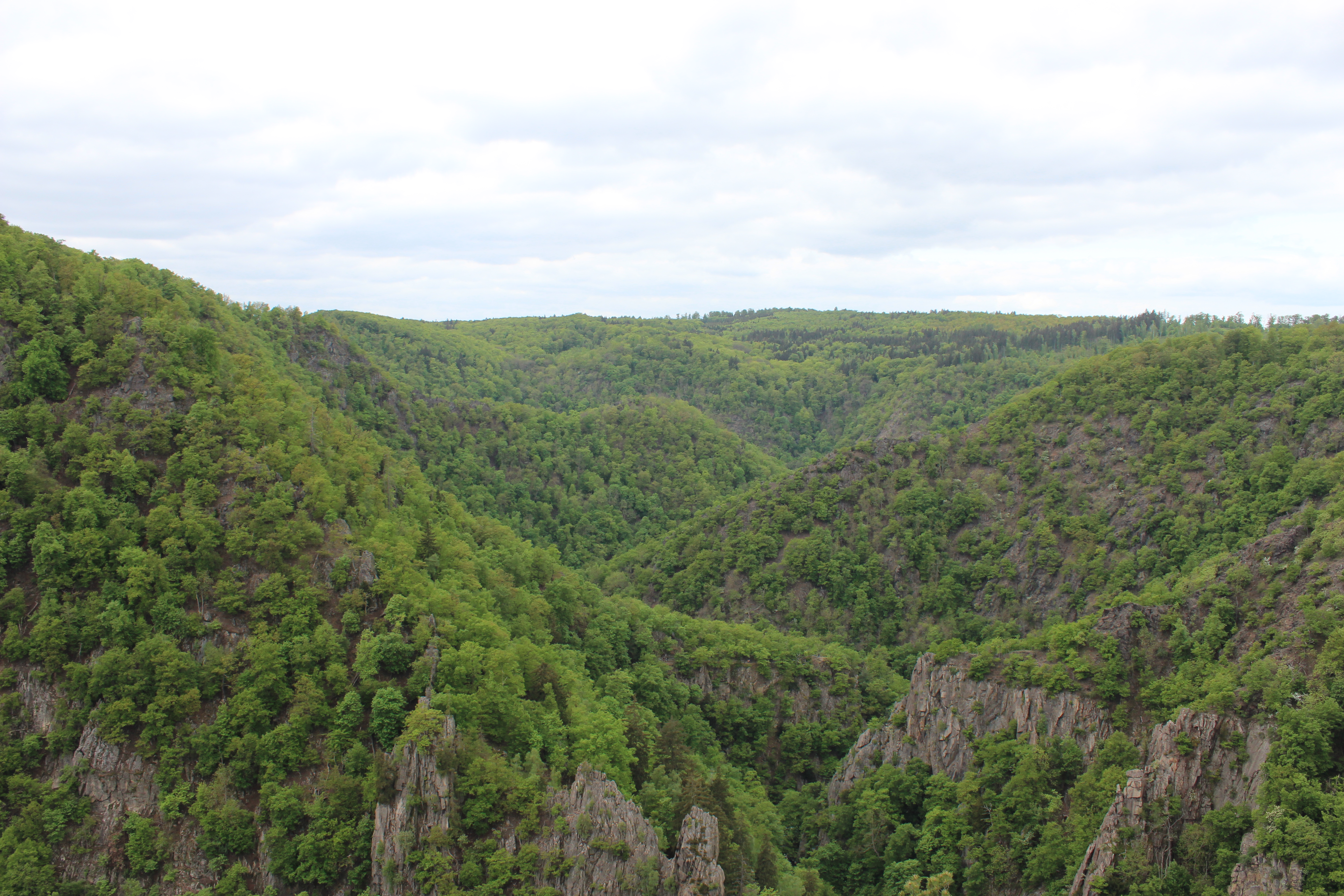
Blick von der Roßtrappe über das Bodetal
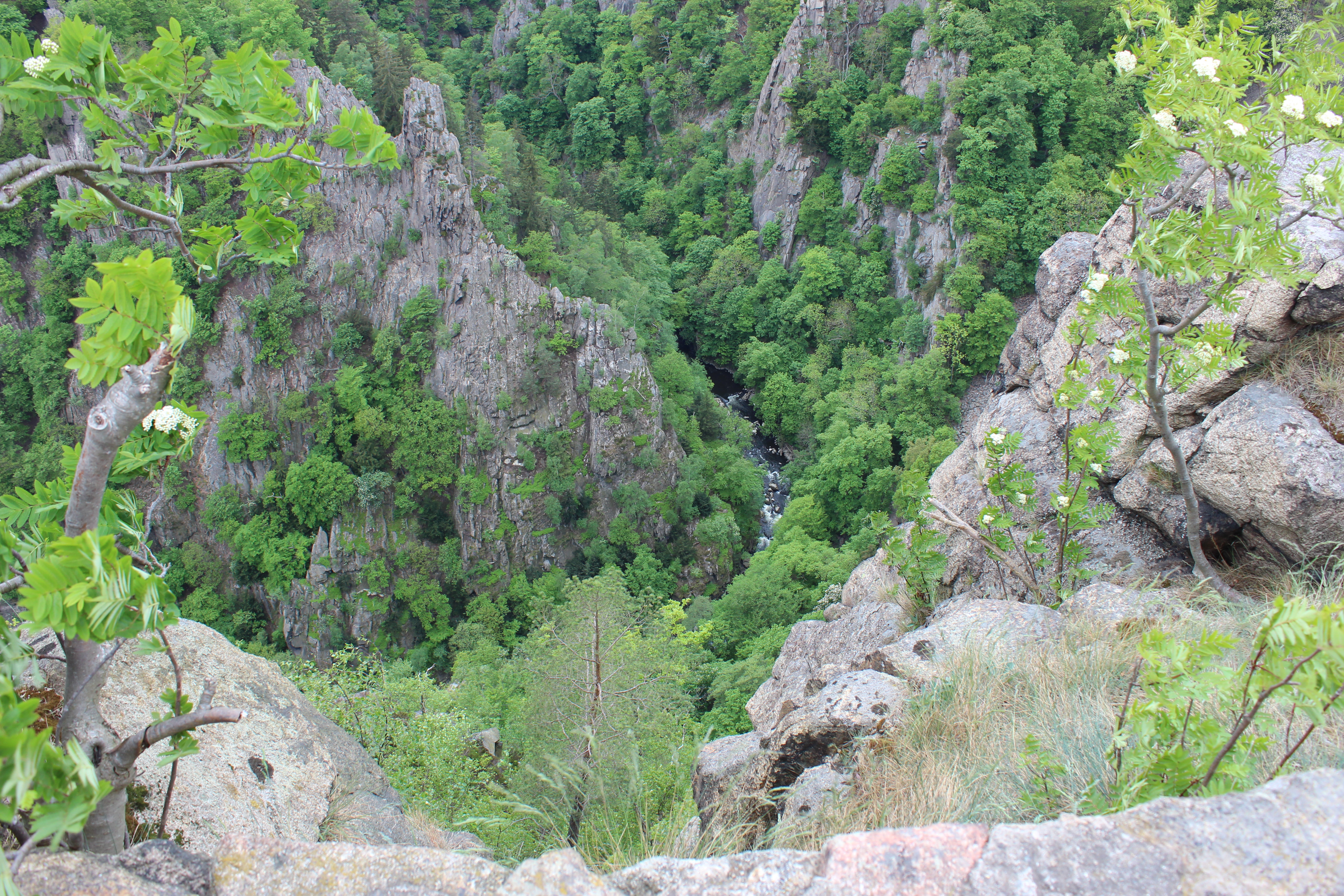
Blick von der Roßtrappe auf die Bode
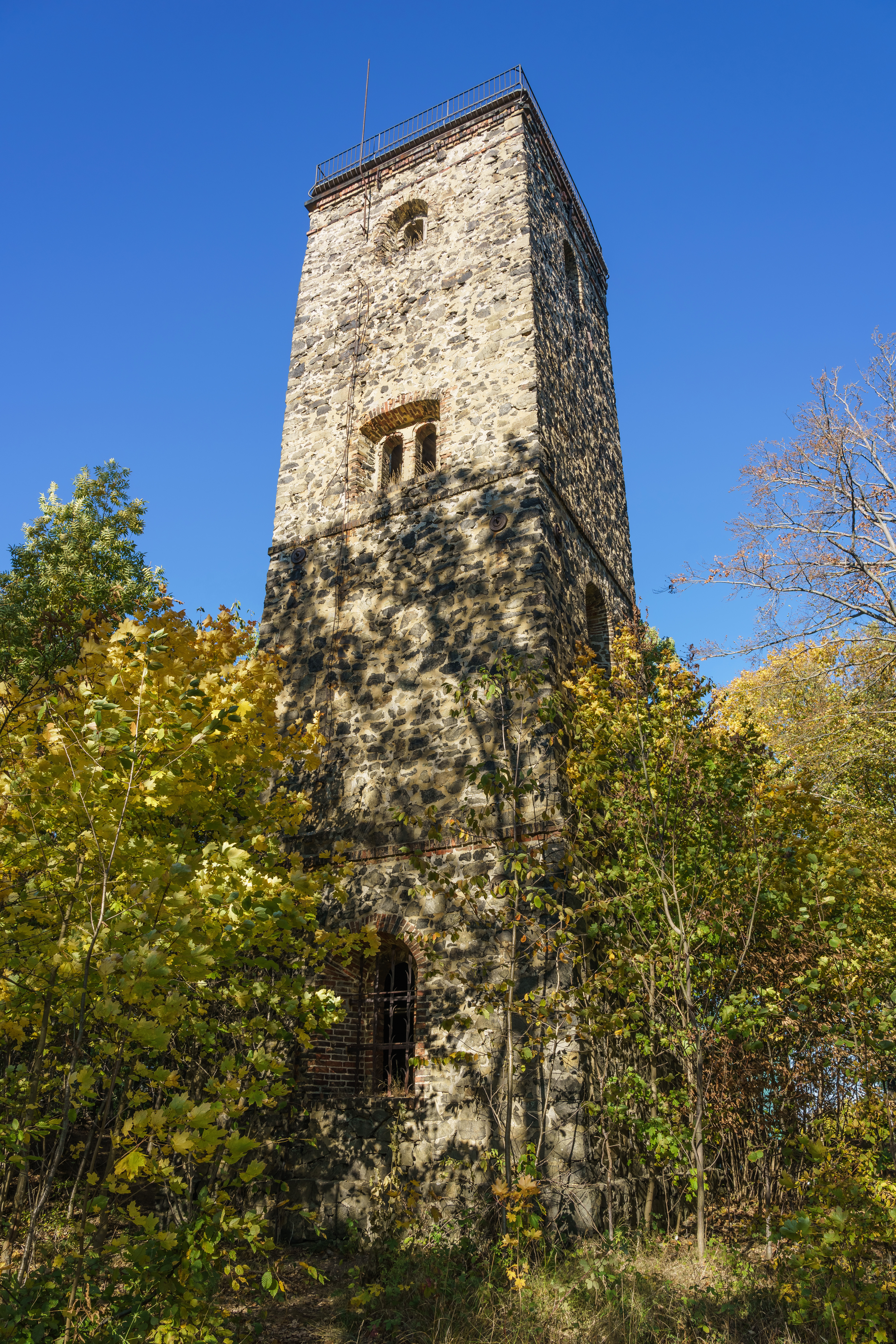
Verlassener Winzenburgturm

## Wandern

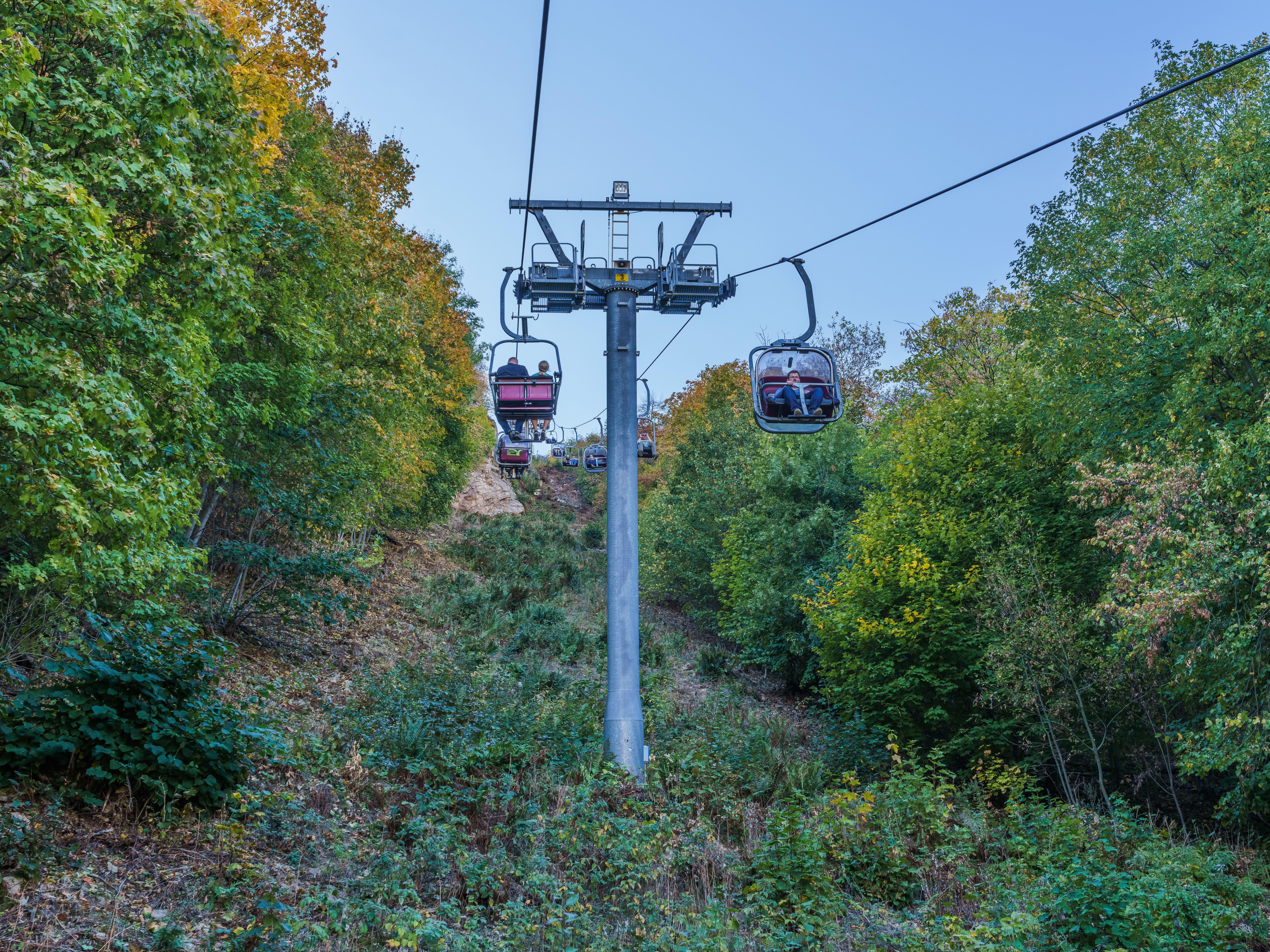
Sessellift zur Roßtrappe

Von der Roßtrappe kann man über die Schurre, einen in Serpentinen angelegten Pfad, ins Bodetal absteigen. Aufgrund des letzten großen Felssturzes im Mai 2010 war dieser Weg gesperrt und ist seit Anfang Mai 2021 wieder freigegeben. Als alternativer Aufstieg empfiehlt sich der Präsidentenweg mit einer Länge von rund 4 Kilometern. 
Die Roßtrappe ist als Nr. 71 in das System der Stempelstellen der Harzer Wandernadel einbezogen.

## Sessellift
Seit 1980 führte ein von der tschechischen Firma Transporta Chrudim erbauter 559 Meter langer Einersessellift von Thale in vier Minuten auf das Felsmassiv der Roßtrappe. Die Talstation befand sich auf 209 Metern.
2005 wurde der alte Sessellift durch den Neubau eines Doppelsesselliftes ersetzt. Dabei wurde die Anzahl der Stützen von 13 auf acht verringert, die Seilstärke dagegen von 28 Millimeter auf 32 Millimeter erhöht. Angetrieben wird die Seilbahn mit einem 110 kW-Motor in der auf 177 Meter gelegenen Talstation, der die 50 Gondeln mit einer Geschwindigkeit von 1,5 m/s befördert. Der 668 Meter lange Sessellift überwindet eine Höhendifferenz von 244 Metern und kann bis zu 400 Personen pro Stunde befördern. 
Die Bergstation befindet sich auf 421 Meter etwa 500 Meter nördlich des Aussichtsfelsens.

## Sage

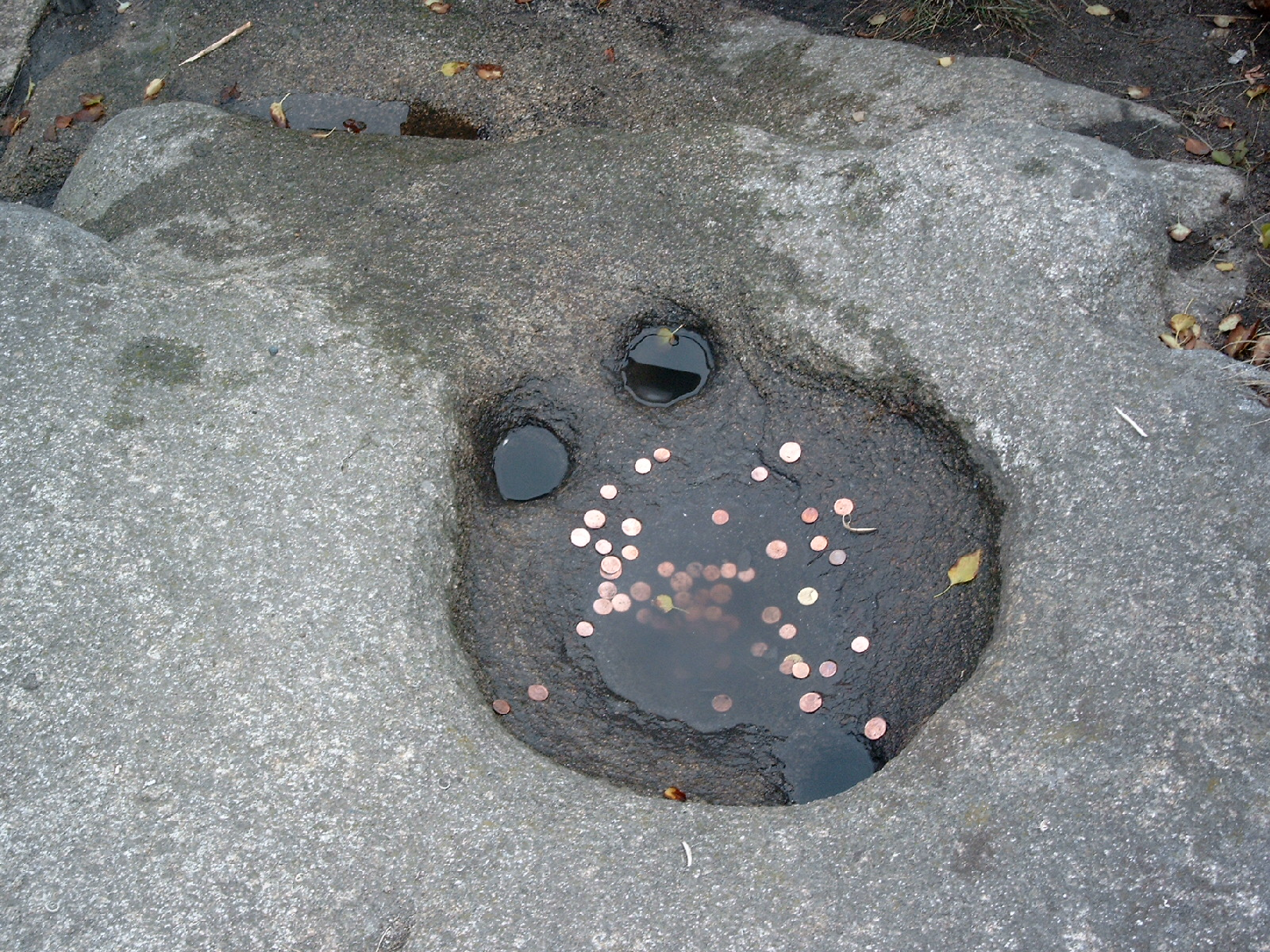
Angeblicher Hufabdruck im Fels der Roßtrappe

Bereits 1800 wurde die Sprungsage von der Roßtrappe schriftlich festgehalten: Im Böhmerwald hauste einst der Riese Bodo, dem alles untertan war. Nur Emma, die Königstochter aus dem Riesengebirge, konnte er sich nicht gefügig machen, da diese mit einem mächtigen Geist im Bunde stand. Einst sah er Emma beim Jagen an der Schneekoppe. Bodo sattelte sein Ross und schwor, sie zu fangen oder zu sterben. Er jagte sie durch ganz Thüringen bis in die Gegend des Harzes. Hier kam Emma an einen furchtbaren Fels, der Teufelstanzplatz genannt. Angstvoll blickte sie in die Tiefe des Abgrunds. Sie setzte mit kühnem Sprung zum jenseitigen Felsen über, wobei sie ihre goldene Krone verlor, die im reißenden Fluss versank. Ihr Verfolger stürzte jedoch in die Tiefe und wurde in einen schwarzen Hund verwandelt, der seitdem im Kreet- oder Kronenpfuhl (Kronensumpf) die Krone Emmas bewachen muss. Der Eindruck vom Huf des Pferdes ist noch heute zu sehen. Der Riese Bodo gab dem Flüsschen den Namen Bode. Im Laufe der Zeit wurde in dieser Sage aus dem Riesen Bodo der Ritter Bodo, aus der Königstochter Emma, die schöne Königstochter Brunhilde, die er gegen ihren Willen heiraten wollte und aus dem Kreet- oder Kronenpfuhl der Bodekessel.
Einer Theorie zufolge könnte es sich beim Felseindruck um Verwitterungsreste eines germanischen Opferbeckens handeln. Die Erklärung liefert jedoch die Geologie. Es ist eine sogenannte Granit-Verwitterungsschüssel, wie es sie vergleichsweise auch im nordwestlichen Waldviertel (zum Beispiel der Teufelsstein bei Litschau) oder bei der Kösseine (Haberstein) gibt und die vom Menschen künstlich nachbearbeitet wurde.
Eine weitere Version stammt von Ludwig Bechstein: Roßtrappe und Kretpfuhl.